# 2024년 하계 올림픽 시에라리온 선수단
시에라리온은 2024년 7월 26일부터 2024년 8월 11일까지 열리는 2024년 파리 하계 올림픽에 참가했다. 이번 하계 올림픽은 시에라리온이 13번째 하계 올림픽 출전으로, 1968년 첫 대회 이후 2번의 대회를 제외하고 모두 출전했다. 시에라리온은 1972년 뮌헨 하계 올림픽에 선수 등록을 하지 못했고, 나머지 아프리카 국가들과 함께 1976년 몬트리올 하계 올림픽도 보이콧했다.

## 출전 선수
| 종목 | 남자 | 여자 | 전체 |
| ---- | ---- | ---- | ---- |
| 육상 | 0    | 1    | 1    |
| 유도 | 0    | 1    | 1    |
| 수영 | 1    | 1    | 2    |
| 전체 | 1    | 3    | 4    |

## 매달 집계
| 종목 | 1 | 2 | 3 | 합계 |
| 종목 | ' | ' | ' | '    |
| 종목 | ' | ' | ' | '    |
| 종목 | ' | ' | ' | '    |
| 합계 | ' | ' | ' | '    |

## 같이 보기
- 2024년 하계 올림픽